# 百瀨晉六
百瀨晉六（日语：百瀬 晋六，1919年2月20日—1997年1月21日），日本長野縣人，為汽車工程師，著名的主要設計作品有富士號（日本第一輛後置引擎、單體硬殼式車體結構的巴士）、速霸陸360、速霸陸450、速霸陸Sambar、速霸陸1000等車款。

## 生平簡歷

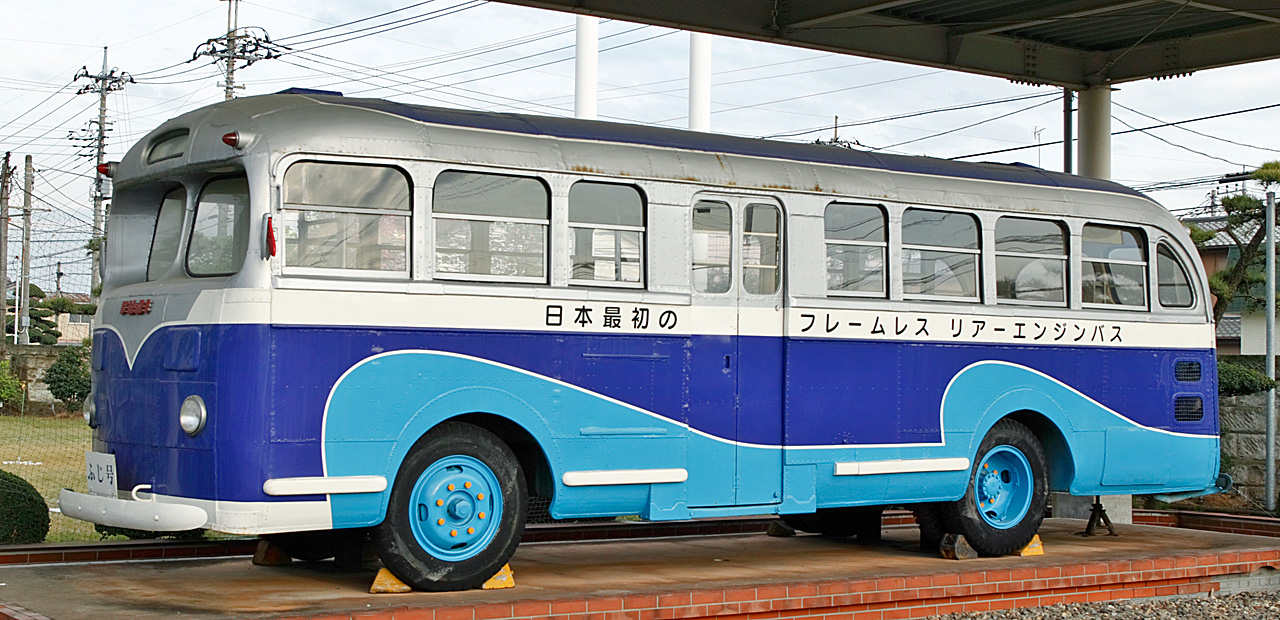
富士號巴士

百瀨晉六於1919年（大正8年）2月20日出生於長野縣鹽尻市，為釀酒業家庭的次男，自舊制松本高等學校（信州大學前身）畢業後，1939年進入東京帝國大學（東京大學前身）工學部航空學科攻讀發動機。1941年12月大學畢業，翌年元月進入中島飛機工作。因第二次世界大戰爆發，百瀨被編入海軍航空技術廠擔任海軍技術士官一職，同年以同樣的軍階歸建中島飛機，並參與戰鬥機用「譽」型發動機的設計改造工作。
1945年二戰結束時，他的軍階是大尉，當時中島飛機改組成富士產業（富士重工業前身），而群馬縣伊勢崎工廠則在1947年起製造輕量化的巴士車體，接著1949年仿效美國製巴士，百瀨參與開發出日本汽車史上第一輛後置引擎、無框架單體結構（或稱應力外皮結構）的巴士「富士號（（日語）ふじ号）」。1950年在GHQ的命令下，富士產業拆分成12家公司，吞龍、三鷹工廠併成富士工業，伊勢崎工廠則改組成富士汽車工業。此12家公司裡，東京富士産業、富士工業、富士汽車工業、大宮富士工業、宇都宮車輛等5家在1953年集資成立富士重工業。改組自伊勢崎工廠的富士汽車工業從1952年起致力於乘用轎車的開發，首先試作的是1,500c.c.引擎、單體硬殼式結構的四門轎車速霸陸1500（原廠代號P-1），百瀨亦參加此一開發計劃。但是主要往來銀行日本興業銀行（瑞穗銀行和瑞穗實業銀行之前身）和王子汽車等大股東不同意再投資生產設備，1955年的上市計劃遭到中止，數輛試作車移為公司代步車及當地計程車車行使用。
1955年起主導輕型車速霸陸360的開發團隊，1958年該款車正式上市，獲得市場一致好評，直到1970年該款車才停產。1961年由他主導開發的平頭式（cab over the engine，駕駛室位於引擎上方，故車頭是平的）輕型商用車速霸陸Sambar（（日語）スバル·サンバー）對外發售，該款商用車乃是基於速霸陸360而發展的。後來為了開發前輪驅動車，百瀨設計出接近等速萬向接頭的「雙偏置式萬向接頭（（日語）ダブル・オフセット・ジョイント，（英文）double offset joint，縮寫成DOJ）」，克服了前輪驅動車的缺點而推出速霸陸1000。這部1966年推出的車款搭載了水平對臥引擎、電動冷卻風扇、中央制動器等當時的先進技術，這種設計思維也持續影響今日的Impreza、Legacy、Forester等車款。
1987年百瀨獲得汽車技術會技術貢獻獎，1991年6月就任速霸陸研究所技術顧問，1997年1月21日去世，享壽77歲。

### 榮譽獎項
- 1987年：汽車技術會技術貢獻獎。
- 2004年：入選「日本汽車殿堂」[2]。

### 逸聞
- 身為富士重工業總工程師的百瀨，總愛在空閒時間窺看部屬們的桌子，然後叉著腰站在其身旁一起討論問題。
- 口頭禪是「技術並沒有上司與下屬的區別（（日語）技術に上下の差は無い）」。
- 最欣賞的車款是雪鐵龍DS。
- 百瀨的汽車技術與造車哲學被富士重工業稱作「百瀨主義（（日語）百瀬イズム）」，時至今日仍被公司內部奉為指導原則。
- 百瀨的美術造詣也相當高，最拿手的是風景水彩畫，另外他書房裡的書架都是自己親自做的[3]。

## 內部連結
- 速霸陸360
- 速霸陸450
- 速霸陸Sambar
- 速霸陸1000

## 外部連結
- （日語）日本自動車殿堂者：百瀬晋六氏
- （日語）独創的な自動車造りの先駆者：百瀬晋六